# Extracția cărbunelui
Extracția cărbunelui este procesul de extragere a cărbunilor din pământ. 
Cărbunele este viabil pentru conținutul său de energie și a fost utilizat pe scară largă pentru a genera electricitate încă din anii 1880. Industriile oțelului și cimentului folosesc cărbunele ca combustibil pentru a extrage fierul din minereul de fier și a produce ciment. În Regatul Unit și Africa de Sud, o mină de cărbune și structurile sale sunt o mină, o mină de cărbune este o groapă, iar structurile de la suprafață sunt capul unei mine. În Australia, termenul „extracție minnieră de cărbune” se referă, în general, la o mină subterană de cărbune.
Au existat multe schimbări în exploatarea cărbunelui în ultimii ani, de la primele zile când oamenii treceau prin tuneluri, săpau și trăgeau manual cărbune pe căruțe, până la minele mari cu carieră deschisă și minele cu ziduri lungi. Exploatarea minieră pe această scară necesită utilizarea de remorci, camioane, transportoare, cricuri hidraulice și tăietoare.